# Heterotrichoncus
Heterotrichoncus pusillus és una espècie d'aranya araneomorfa de la subfamília Erigoninae, dins de la família Linyphiidae. És l'únic membre del gènere monotípic Heterotrichoncus.
Fou descrit per primera vegada per J. Wunderlich l'any 1970,

## Distribució
És un endemisme d'Albània, Àustria, França, Eslovàquia, Espanya, Rússia i Txèquia.